# Przystawanie (geometria)
Przystawanie (kongruencja) – relacja równoważności figur zdefiniowana poprzez izometrię rozumianą intuicyjnie jako identyczność kształtu i wielkości figury: dwie figury uważa się za przystające (kongruentne), jeśli istnieje izometria między nimi.
Każda izometria jest złożeniem skończonej liczby symetrii, obrotów i przesunięć; w szczególności rozkładowi na symetrie podlegają same obroty i przesunięcia. W związku z tym dane dwie figury są przystające, gdy istnieje ciąg symetrii przekształcający jedną z nich na drugą.
Pojęcie przystawania ma zasadnicze znaczenie w geometrii euklidesowej – jest ona odpowiednikiem równości liczb w arytmetyce. W geometrii analitycznej przystawanie można intuicyjnie zdefiniować w następujący sposób: dwa przekształcenia figur do wspólnego układu współrzędnych kartezjańskich są przystające wtedy i tylko wtedy, gdy dla dowolnych dwóch punktów w pierwszym odwzorowaniu ich odległość euklidesowa jest równa odległości euklidesowej między odpowiadającym im punktom w drugim przekształceniu.

## Cechy przystawania

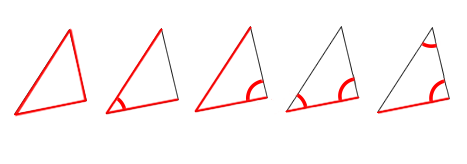
Cechy przystawania trójkątów.

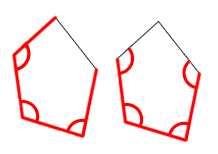
Cechy przystawania wielokątów.

Zgodnie z powyższymi definicjami dowolne dwa punkty są przystające; dwa odcinki uważa się za przystające, jeśli są równej długości; dwa kąty uznaje się za przystające, jeśli mają równą miarę. Dwa okręgi (i dwa koła) są przystające, jeśli mają równe promienie. Ponieważ w trójkątach można wyróżnić boki jak i kąty, to istnieje dla nich kilka równoważnych cech przystawania:
- cecha bok-bok-bok (BBB) – przystawanie odpowiednich boków,
- cecha bok-kąt-bok (BKB) – przystawanie dwóch boków i kąta między nimi,
- cecha kąt-bok-kąt (KBK) – przystawanie dwóch kątów i boku będącego ich wspólnym ramieniem,
- cecha bok-bok-kąt (BBK) – przystawanie dwóch boków i kąta naprzeciw dłuższego z nich
- cecha bok-kąt-kąt (BKK) – przystawanie dwóch kątów i boku leżącego naprzeciw wskazanego spośród nich.

Z powodu wygody najczęściej korzysta się z pierwszych trzech cech przystawania trójkątów.
Powyższe cechy dotyczą zarówno geometrii euklidesowej (parabolicznej) jak również eliptycznej i hiperbolicznej. Ostatnia z możliwych kombinacji 
- cecha kąt-kąt-kąt (KKK) – przystawanie trzech kątów,

zachodzi jedynie w geometriach eliptycznej i hiperbolicznej; w geometrii euklidesowej jest to warunek podobieństwa trójkątów (pojęcie nieobecne w pozostałych dwóch geometriach).
Przystawanie wielokątów można sprowadzić do przystawania trójkątów po triangulacji. Wśród cech przystawania n-kątów można wymienić
- cecha BKB…KB – przystawanie (n-1) boków i (n-2) kątów między nimi,
- cecha KBK…BK – przystawanie (n-1) kątów i (n-2) boków między nimi.

Cechy przystawania samych boków (BBB…BB), czy samych kątów (KKK…KK) nie istnieją w żadnej z wyżej wymienionych geometrii.

## Aksjomatyzacje
Przystawanie można zdefiniować jako pojęcie pierwotne. Istnieją aksjomatyzacje geometrii euklidesowych, np. aksjomatyka Hilberta, aksjomatyka Tarskiego, w których tak się ją definiuje; obok niej wprowadza się także relację leżenia między (zob. aksjomatyzacje geometrii euklidesowej, rezygnacja lub zaprzeczenie niektórych aksjomatów prowadzi do innych geometrii, np. geometrii eliptycznej, czy hiperbolicznej). Wówczas izometria jest pojęciem wtórnym zdefiniowanym za pomocą przystawania.
Samo przystawanie można wprowadzić również za pomocą innych pojęć pierwotnych. Przykładowo można zdefiniować symetrię osiową bez odwoływania się do pojęcia przystawania (przystawanie dwóch odcinków jest równoważne istnieniu izometrii między nimi; dokładniej: złożeniu dwóch symetrii osiowych).
- Geometrię euklidesową można wprowadzić w oparciu o relację leżenia między i relację prostopadłości dla prostych albo poprzez trójpunktową relację bycia trójkątem prostokątnym. Dysponując aksjomatem równoległości można zdefiniować przystawanie dwóch odcinków leżących na wspólnej prostej. W ten sposób korzystając prostopadłości wyznacza się prostą prostopadłą (oś) do zadanej przechodzącą przez dany punkt. Korzystając z relacji leżenia między i przystawania odcinków równoległych można odłożyć odległość danego punktu do osi (punkt przecięcia prostych) po drugiej stronie osi uzyskując obraz danego punktu w symetrii osiowej.
- Geometrię eliptyczną można wprowadzić w oparciu o relację rozdzielania dwóch par punktów i relację dopełnienia prostych do punktu (jedna z możliwych korelacji). Zamiast dopełnienia można wykorzystać relację maksymalnego oddalenia dwóch punktów albo też relację prostopadłości dwóch prostych. Na modelu sferycznym dopełnieniem prostej sferycznej jest punkt sferyczny wyznaczony przez wektor prostopadły do płaszczyzny określonej przez tę prostą. Obraz dowolnego punktu w symetrii względem osi danej prostej można wyznaczyć jako czwarty punkt harmoniczny dopełnienia sferycznego osi, rzutu tego punktu z dopełnienia osi na tę oś oraz danego punktu (wyznaczenie punktu harmonicznego sprowadza się do wykreślić pewnej konfiguracji prostych, tzw. czworoboku zupełnego).
- W geometrii hiperbolicznej przystawanie oraz prostopadłość można zdefiniować opierając się jedynie na relacji leżenia między. Wprawdzie niemożliwe jest wprowadzenie pojedynczej symetrii osiowej, ale możliwe jest przedstawienie złożenie dowolnych dwóch symetrii osiowych jako trzech symetrii środkowych (konstrukcja pewnego czworokąta Lamberta). Symetrię środkową konstruuje się wyznaczając dwie proste zagradzające w kątach wierzchołkowych – są one środkowosymetryczne względem wierzchołka wspomnianych kątów.

## Izometrie, miary i metryki
Przedstawione niżej pojęcia miary odcinka, czy kąta nie ma związku z miarą rozumianą jako przeliczalnie addytywną funkcję pewnego σ-ciała danej przestrzeni.
Jeśli dana przestrzeń {\displaystyle X=A\times A,} gdzie {\displaystyle A} jest dowolnym zbiorem, wyposażona jest w relację przystawania {\displaystyle \equiv } oraz relację leżenia między {\displaystyle \operatorname {B} } (bądź relację rozdzielania), to można wprowadzić w niej funkcję {\displaystyle \varphi \colon X\to \mathbb {R} } nazywaną miarą, która przypisuje każdemu odcinkowi (parze punktów) przestrzeni pewną liczbę rzeczywistą, spełniającą dla dowolnych punktów {\displaystyle a,b,c\in X} warunki:
- jeśli {\displaystyle a\neq b,} to {\displaystyle \varphi (a,b)>0,}
- jeśli {\displaystyle ab\equiv cd,} to {\displaystyle \varphi (a,b)=\varphi (c,d),}
- jeśli {\displaystyle \operatorname {B} (abc),} to {\displaystyle \varphi (a,b)+\varphi (b,c)=\varphi (a,c).}

Dowodzi się, że z dokładnością do stałej istnieje tylko jedna miara na zbiorze {\displaystyle X} oraz że spełnia ona nierówność trójkąta:
{\displaystyle \varphi (a,b)+\varphi (b,c)\geqslant \varphi (a,c).}
W tym ujęciu każda izometria zachowuje miary odcinków. Podobnie wprowadza się miarę kątów (par półprostych o wspólnym wierzchołku), z tego powodu przystawanie zachowuje również i ją. W ogólności zachowane są także: kąty między krzywymi, krzywizny i skręcenia krzywych, długości krzywych, pola powierzchni oraz inne podobne wielkości. Pole trójkątów w geometrii euklidesowej jest funkcją miar ich boków, w geometriach eliptycznej i hiperbolicznej jest ono funkcją ich kątów (tzw. defekt trójkąta).
Tak zdefiniowana miara jest metryką, co czyni z dowolnego modelu geometrii przestrzeń metryczną. Funkcje zachowujące metrykę nazywane są izometriami. Z punktu widzenia geometrii tego rodzaju metryki nie są zbyt użyteczne, o ile nie uwzględni się drugiego i trzeciego warunku definicji miary wzmocnionych do powyższej postaci. Okazuje się, że dla niektórych metryk może nie istnieć środek odcinka, okrąg może pokrywać całą przestrzeń bez punktu albo może istnieć zbiór punktów, dla których suma odległości (w sensie metryki) od dwóch zadanych punktów jest stała, może się okazać kwadratem zamiast odcinkiem. Dlatego wprowadzając pojęcie przystawania za pomocą metryki (lub izometrii) cicho zakłada się nieco bogatszą niż metryczna strukturę geometryczną przestrzeni.